# ITA National Intercollegiate Indoor Championships
Bei den USTA/ITA National Indoor Intercollegiate Championships wurden in den Jahren 1980 bis 2016 jährlich die Hallenmeister im US-amerikanischen College Tennis ermittelt.

## Geschichte

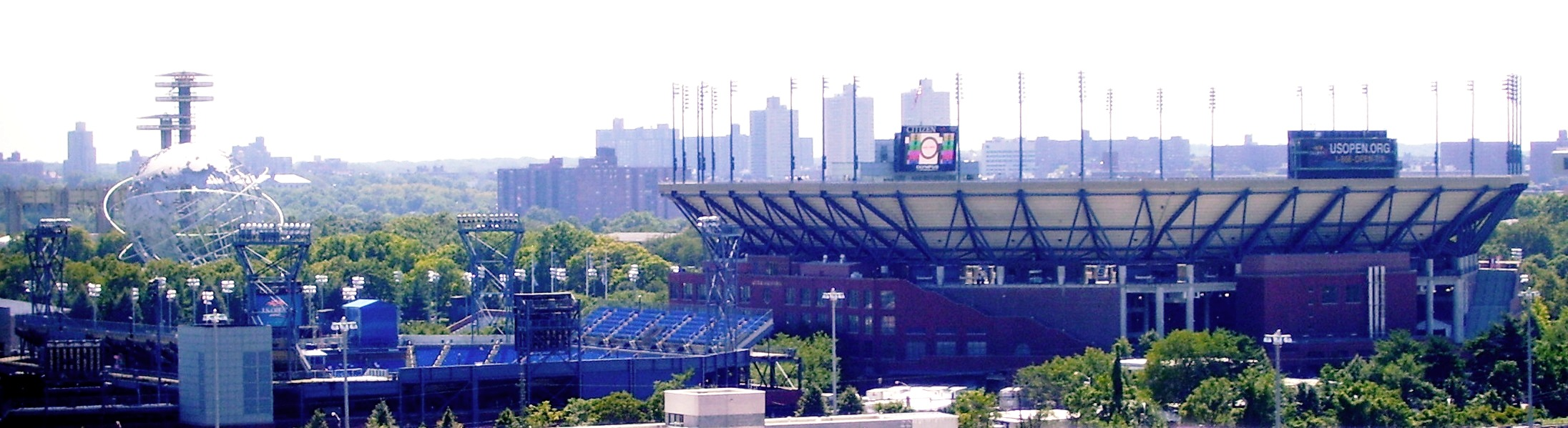
Schauplatz des Turniers: Das USTA Billie Jean King National Tennis Center.

Die neuen Hallenmeisterschaften starteten 1980 als reines Herrenturnier. Im Einzel siegte Mel Purcell; im Doppel John Benson und Tony Giammalva. Bei der fünften Auflage wurden erstmals auch Damenkonkurrenzen angeboten. Hier holte Gretchen Rush im Einzel  den Titel und siegte an der Seite von Louise Allen auch im Doppel.
Das Turnier wurde zunächst im Frühjahr ausgetragen, im Jahr 2001 aber in den Spätherbst verschoben. Seit 2010 fungierte die Columbia University als Gastgeberin; Schauplatz war das USTA Billie Jean King National Tennis Center in New York City. Zur Saison 2017/18 wurde das Turnier durch die ITA National Fall Championships, welche in Indian Wells ausgetragen werden sollen, ersetzt.

## Modus
Das Hauptfeld im Einzel bestand aus 32 Spielern; jenes im Doppel aus 20 Spielern. Hier wurden den stärksten Paaren Freilose gewährt. Für Spieler, die in der ersten Runde des Hauptfelds ausschieden, wurde eine Nebenrunde (Consolation) veranstaltet.
Qualifiziert waren die Sieger der ITA Division I Regional Championships und des ITA National Small College Super Bowl. Bei den Herren waren alle Viertelfinalisten der ITA Men’s All-American Championships qualifiziert; bei den Damen die Halbfinalisten der ITA Women’s All-American Championships. Außerdem waren die Sieger der Nebenrunde und der Doppelkonkurrenz beider Turniere für den Start bei den Hallenmeisterschaften berechtigt.
Jedes Jahr im Frühjahr werden bei der ITA Division I National Men’s Team Indoor Championship und der ITA Division I National Women’s Team Indoor Championship die Hallen-Mannschaftsmeister ermittelt.

## Siegerliste

### Herren

#### Einzel
| Austragungsort  | Jahr                  | Sieger                  | Finalisten           | Ergebnis           |
| --------------- | --------------------- | ----------------------- | -------------------- | ------------------ |
|                 | 1980                  | Mel Purcell             | Jay Lapidus          | 7:5, 1:6, 7:5, 6:3 |
| 1981            | Chip Hooper           | Mike Bauer              | 5:7, 6:2, 6:2        |                    |
| 1982            | David Pate            | Brad Gilbert            | 6:2, 7:64            |                    |
| 1983            | Ted Farnsworth        | Greg Holmes             | 6:4, 6:3             |                    |
| 1984            | Paul Annacone         | Jon Levine              | 6:4, 6:4             |                    |
| 1985            | Dan Goldie            | Mikael Pernfors         | 6:3, 6:2             |                    |
| 1986            | Joey Blake            | Dan Goldie              | 3:6, 6:3, 7:6        |                    |
| 1987            | Luke Jensen           | Steve DeVries           | 6:1, 3:6, 6:4        |                    |
| 1988            | Andrew Sznajder       | Shelby Cannon           | 5:7, 6:2, 6:4        |                    |
| 1989            | MaliVai Washington    | Dan Goldberg            | 6:1, 1:6, 6:4        |                    |
| 1990            | Todd Martin           | Steve Bryan             | 7:6, 6:3             |                    |
| 1991            | Conny Falk            | Brice Karsh             | 6:4, 6:3             |                    |
| 1992            | José Luis Noriega     | Steve Campbell          | 6:4, 6:7, 7:5        |                    |
| 1993            | Roland Thornqvist     | Michael Sell            | 0:6, 7:5, 7:61       |                    |
| 1994            | Sargis Sargsian (1)   | Paul Robinson           | 6:3, 6:3             |                    |
| 1995            | Sargis Sargsian (2)   | Paul Robinson           | 6:1, 6:4             |                    |
| 1996            | Jeff Salzenstein      | Cecil Mamiit            | 6:2, 6:4             |                    |
| 1997            | Michael Craig Russell | Frédéric Niemeyer       | 3:6, 7:65, 6:4       |                    |
| Farmers Branch  | 1998                  | Pavel Kudrnáč           | Robert Samuelsson    | 6:4, 6:4           |
| Farmers Branch  | 1999                  | James Blake             | Robert Kendrick      | 6:4, 5:7, 6:4      |
| Farmers Branch  | 2000                  | Daniel Andersson        | Jeff Morrison        | 6:4, 6:2           |
| Farmers Branch  | 2001 Feb.             | Alex Kim                | Oskar Johansson      | 6:75, 6:3, 6:4     |
| Farmers Branch  | 2001 Nov.             | Harsh Mankad            | Benjamin Becker      | 6:75, 6:0, 7:62    |
| Farmers Branch  | 2002                  | Benedikt Dorsch         | Amer Delić           | 4:6, 7:67, 6:0     |
| Ann Arbor       | 2003                  | Jeremy Wurtzman         | Bo Hodge             | 7:69, 6:2          |
| Ann Arbor       | 2004                  | Ryler DeHeart           | Jesse Witten         | 6:1, 6:4           |
| Columbus        | 2005                  | Benjamin Kohllöffel (1) | Ludovic Walter       | 7:5, 6:1           |
| Columbus        | 2006                  | Benjamin Kohllöffel (2) | Steven Moneke        | 6:0, 6:4           |
| Columbus        | 2007                  | Somdev Devvarman        | Ryan Rowe            | 7:62, 6:2          |
| Charlottesville | 2008                  | Bryan Koniecko          | Justin Kronauge      | 6:2, 5:7, 6:3      |
| New Haven       | 2009                  | Steve Johnson           | Guillermo Gómez-Diaz | 6:4, 6:72, 7:64    |
| New York City   | 2010                  | Rhyne Williams          | Steve Johnson        | 1:6, 6:1, 6:4      |
| New York City   | 2011                  | Mitchell Frank          | Dennis Nevolo        | 6:3, 2:6, 7:5      |
| New York City   | 2012                  | Jarmere Jenkins         | Sebastian Fanselow   | 6:2, 6:1           |
| New York City   | 2013                  | Clay Thompson           | Jared Hiltzik        | 6:4, 7:5           |
| New York City   | 2014                  | Brayden Schnur          | Gonzales Austin      | 6:4, 7:62          |
| New York City   | 2015                  | Dominik Koepfer         | André Göransson      | 6:1, 7:5           |
| New York City   | 2016                  | Michael Redlicki        | Mikael Torpegaard    | 6:4, 6:3           |

#### Doppel
| Austragungsort  | Jahr                                | Sieger                              | Finalisten                         | Ergebnis         |
| --------------- | ----------------------------------- | ----------------------------------- | ---------------------------------- | ---------------- |
|                 | 1980                                | John Benson Tony Giammalva          | Mark Dickson Pender Murphy         | 7:6, 6:2         |
| 1981            | nicht ausgetragen                   | nicht ausgetragen                   | nicht ausgetragen                  |                  |
| 1982            | Ola Malmqvist Allen Miller          | Richard Gallien John Van Nostrand   | 6:3, 3:6, 6:3                      |                  |
| 1983            | Roberto Saad Paul Smith             | Ken Flach Robert Seguso             | 6:3, 6:2                           |                  |
| 1984            | Rick Leach (1) Tim Pawsat           | Paul Annacone Mark Herrington       | 6:3, 6:2                           |                  |
| 1985            | Richard Matuszewski Brandon Walters | Steve Couch Gerald Marzenell        | 7:6, 7:6                           |                  |
| 1986            | Charles Beckman Royce Deppe         | Richard Matuszewski Brandon Walters | 6:7, 7:6, 7:6                      |                  |
| 1987            | Luke Jensen Rick Leach (2)          | Charles Beckman Royce Deppe         | 2:6, 6:3, 6:4                      |                  |
| 1988            | Eric Amend Scott Melville           | Todd Hershey Eric Nixon             | 6:3, 6:1                           |                  |
| 1989            | Woody Hunt Ted Scherman             | Patrick Galbraith Brian Garrow      | 6:2, 7:5                           |                  |
| 1990            | Doug Eisenman Matt Lucena (1)       | Roy Moscattini Juan Ríos            | 6:4, 6:4                           |                  |
| 1991            | Matt Lucena (2) Bent-Ove Pedersen   | Michael Shyjan Michael Zimmerman    | 6:2, 7:5                           |                  |
| 1992            | Brian MacPhie Jon Leach             | Chuck Coleman David Di Lucia        | 7:6, 6:4                           |                  |
| 1993            | Daniel Courcol Laurent Miquelard    | Bobby Mariencheck Wade McGuire      | 6:2, 3:6, 7:6                      |                  |
| 1994            | Paul Rosner Vaughan Snyman          | Laurent Miquelard Joc Simmons       | 6:4, 6:3                           |                  |
| 1995            | Paul Goldstein Scott Humphries      | Paul Rosner Vaughan Snyman          | 5:7, 7:6, 6:3                      |                  |
| 1996            | Chris Mahony Pablo Montana          | Roger Pettersson Luke Smith         | 6:3, 4:6, 6:3                      |                  |
| 1997            | Kevin Kim Eric Lin                  | Sven Koehler Dimitri Muzyka         | 6:4, 3:6, 6:3                      |                  |
| Farmers Branch  | 1998                                | Martin Dvořáček Pavel Kudrnáč       | Bob Bryan Mike Bryan               | 6:3, 6:4         |
| Farmers Branch  | 1999                                | Dumitru Caradima Shuon Madden       | Jeff Laski Gavin Sontag            | 3:6, 6:3, 6:4    |
| Farmers Branch  | 2000                                | Michael Blue Nick Crowell           | Toby Hansson Jon Wallmark          | 6:7, 6:2, 6:2    |
| Farmers Branch  | 2001 Feb.                           | Johan Brunström Jon Wallmark        | Florian Marquardt Frank Moser      | 7:63, 7:64       |
| Farmers Branch  | 2001 Nov.                           | Oliver Maiberger Ryan Redondo       | Johan Brunström Eric Cohn          | 8:6              |
| Farmers Branch  | 2002                                | Richard Barker William Barker       | Zoltan Csanadi Izak van der Merwe  | 8:2              |
| Ann Arbor       | 2003                                | Ludovic Walter Jason Zimmermann     | Zoltan Csanadi Izak van der Merwe  | 8:6              |
| Ann Arbor       | 2004                                | Scott Green (1) Ross Wilson (1)     | KC Corkery Sam Warburg             | 8:5              |
| Columbus        | 2005                                | Scott Green (2) Ross Wilson (2)     | Marco Born Andreas Siljeström      | 9:7              |
| Columbus        | 2006                                | John Isner Luis Manuel Flores       | Marco Born Andreas Siljeström      | 9:84             |
| Columbus        | 2007                                | Somdev Devvarman Treat Huey         | Robert Farah Kaes Van’t Hof        | 6:4, 6:4         |
| Charlottesville | 2008                                | Steven Forman Cory Parr             | Robert Farah Steve Johnson         | 7:63, 7:65       |
| New Haven       | 2009                                | Bradley Klahn Ryan Thacher          | Reid Carleton Henrique Cunha       | 6:1, 2:6, 6:2    |
| New York City   | 2010                                | Jeff Dadamo Austin Krajicek         | Christoph Thiemann Marcel Thiemann | 6:3, 7:63        |
| New York City   | 2011                                | Chase Buchanan Blaž Rola            | Clifford Marsland Ashley Watling   | 4:6, 7:5, 6:2    |
| New York City   | 2012                                | Henrique Cunha Raphael Hemmeler     | Hernus Pieters Ben Wagland         | 6:4, 6:2         |
| New York City   | 2013                                | Ashok Narayan Max Schnur            | Miķelis Lībietis Hunter Reese      | 6:3, 6:2         |
| New York City   | 2014                                | Yannick Hanfmann Roberto Quiroz     | Ross William Guignon Tim Kopinski  | 6:3, 7:5         |
| New York City   | 2015                                | Hugo Dojas Felipe Soares            | Brett Clark Robert Kelly           | 6:4, 5:7, [10:7] |
| New York City   | 2016                                | Skander Mansouri Christian Seraphim | Jeffrey Schorsch Charlie Emhardt   | 6:3, 7:5         |

### Damen

#### Einzel
| Austragungsort  | Jahr                    | Sieger                   | Finalisten          | Ergebnis       |
| --------------- | ----------------------- | ------------------------ | ------------------- | -------------- |
|                 | 1984                    | Gretchen Rush            | Patty Fendick       | 6:3, 6:1       |
| 1985            | Beverly Bowes           | Heliane Steden           | 6:4, 6:3            |                |
| 1986            | Caroline Kuhlman        | Heliane Steden           | 6:3, 6:1            |                |
| 1987            | Sonia Hahn              | Ann Grousbeck            | 3:6, 6:4, 6:4       |                |
| 1988            | Halle Cioffi            | Eleni Rossides           | 6:3, 6:2            |                |
| 1989            | Tami Whitlinger         | Lisa Green               | 6:1, 6:1            |                |
| 1990            | Ginger Helgeson-Nielsen | Andrea Farley            | 6:2, 3:6, 7:5       |                |
| 1991            | Nicole Arendt           | Shannan McCarthy         | 3:6, 7:62, 6:4      |                |
| 1992            | Lisa Raymond            | Erika de Lone            | 6:3, 6:3            |                |
| 1993            | Heather Willens         | Kimberly Shasby          | 6:4, 7:5            |                |
| 1994            | Lucie Ludvigova         | Angela Lettiere          | 6:1, 6:3            |                |
| 1995            | Jane Chi                | Keri Phebus              | 6:4, 6:4            |                |
| 1996            | Kylie Hunt              | Vicky Maes               | 6:3, 4:6, 6:4       |                |
| 1997            | Karin Miller            | Katie Schlukebir         | 7:5, 6:2            |                |
| Farmers Branch  | 1998                    | Julie Scott              | Lauren Nikolaus     | 6:1, 7:6       |
| Farmers Branch  | 1999                    | Marissa Irvin            | Marissa Catlin      | 7:64, 6:3      |
| Farmers Branch  | 2000                    | Laura Granville (1)      | Kristina Kraszewski | 6:3, 6:1       |
| Farmers Branch  | 2001 Feb.               | Laura Granville (2)      | Ansley Cargill      | 6:3, 6:74, 6:3 |
| Farmers Branch  | 2001 Nov.               | Bea Bielik               | Lauren Kalvaria     | 6:1, 6:3       |
| Farmers Branch  | 2002                    | Agata Cioroch (1)        | Jewel Peterson      | 6:4, 6:3       |
| Ann Arbor       | 2003                    | Agata Cioroch (2)        | Anda Perianu        | 6:3, 6:1       |
| Ann Arbor       | 2004                    | Megan Bradley            | Zsuzsanna Babos     | 6:2, 6:2       |
| Columbus        | 2005                    | Diana Srebrovic          | Theresa Logar       | 7:5, 6:4       |
| Columbus        | 2006                    | Audra Cohen              | Jelena Pandžić      | 5:7, 6:4, 6:2  |
| Columbus        | 2007                    | Aurelija Misevičiūtė (1) | Ani Mijačika        | 6:3, 5:7, 7:63 |
| Charlottesville | 2008                    | Aurelija Misevičiūtė (2) | Ani Mijačika        | 1:6, 7:5, 6:4  |
| New Haven       | 2009                    | Jana Juricová            | Irina Falconi       | 6:4, 7:64      |
| New York City   | 2010                    | Maria Sanchez            | Jana Juricová       | 6:2, 3:6, 6:4  |
| New York City   | 2011                    | Marta Leśniak            | Joanna Mather       | 7:5, 6:1       |
| New York City   | 2012                    | Robin Anderson           | Anett Schutting     | 6:3, 6:4       |
| New York City   | 2013                    | Jamie Loeb               | Robin Anderson      | 6:3, 6:2       |
| New York City   | 2014                    | Julia Elbaba             | Maegan Manasse      | 6:2, 7:5       |
| New York City   | 2015                    | Francesca Di Lorenzo (1) | Joana Eidukonytė    | 6:3, 6:1       |
| New York City   | 2016                    | Francesca Di Lorenzo (2) | Hayley Carter       | 6:1, 6:1       |

#### Doppel
| Austragungsort  | Jahr                                   | Sieger                                       | Finalisten                         | Ergebnis         |
| --------------- | -------------------------------------- | -------------------------------------------- | ---------------------------------- | ---------------- |
|                 | 1984                                   | Louise Allen Gretchen Rush                   | Kelly Henry Susan Pendo            | 6:4, 6:3         |
| 1985            | Leigh Anne Eldredge Linda Gates        | Ros Riach Cathy Richman                      | 6:4, 4:6, 6:1                      |                  |
| 1986            | Lisa Gregory Ronni Reis                | Ann Hulbert Gretchen Rush                    | 6:2, 7:6                           |                  |
| 1987            | Jill Hetherington Cathy Goodrich       | Beverly Bowes Anne Grousbeck                 | 6:2, 7:6                           |                  |
| 1988            | Susan Russo Betsy Somerville           | Sonia Hahn Tamaka Takagi                     | 7:5, 6:2                           |                  |
| 1989            | Tami Whitlinger Teri Whitlinger        | Kelly Mulvihill Stephanie Reece              | 6:4, 6:2                           |                  |
| 1990            | Susan Gilchrist Joanna Plautz          | Jean Ceniza Stella Sampras                   | 7:5, 7:6                           |                  |
| 1991            | Jillian Alexander-Brower Nicole Arendt | Christine Neuman Susan Sommerville           | 6:4, 7:66                          |                  |
| 1992            | Susan Gilchrist (1) Vickie Paynter (1) | Banni Redhair Danielle Scott                 | 7:6, 6:4                           |                  |
| 1993            | Susan Gilchrist (2) Vickie Paynter (2) | Laxmi Poruri Heather Willens                 | 6:7, 6:3, 6:3                      |                  |
| 1994            | Michelle Anderson Angela Lettiere      | Rebecca Jensen Nóra Köves                    | 7:5, 6:1                           |                  |
| 1995            | Keri Phebus Susie Starrett             | Keirsten Alley Pam Nelson                    | 6:0, 5:7, 6:2                      |                  |
| 1996            | Dawn Buth Stephanie Nickitas           | Michelle Anderson Anne Chauzu                | 6:1, 5:7, 6:2                      |                  |
| 1997            | Ania Bleszynski (1) Julie Scott (1)    | Karen O’Sullivan Luanne Spadea               | 6:3, 4:6, 6:4                      |                  |
| Farmers Branch  | 1998                                   | Ania Bleszynski (2) Julie Scott (2)          | Karen Goldstein Vanessa Webb       | 4:6, 7:6, 7:5    |
| Farmers Branch  | 1999                                   | Vanessa Castellano Marissa Catlin            | Karen Goldstein Vanessa Webb       | 7:5, 6:3         |
| Farmers Branch  | 2000                                   | Claire Curran Amy Jensen                     | Lindsay Blau Michelle Gough        | 5:7, 7:5, 6:2    |
| Farmers Branch  | 2001 Feb.                              | Laura Granville Gabriela Lastra (1)          | Paola Palencia İpek Şenoğlu        | 6:2, 6:3         |
| Farmers Branch  | 2001 Nov.                              | Lauren Kalvaria Gabriela Lastra (2)          | Janet Bergman Bea Bielik           | 8:4              |
| Farmers Branch  | 2002                                   | Jenny Kühn Julie Smekodub                    | Claire Carter Darija Klaic         | 8:5              |
| Ann Arbor       | 2003                                   | Cristelle Grier (1) Jessica Rush             | Jackie Carleton Lauren Fisher      | 8:6              |
| Ann Arbor       | 2004                                   | Cristelle Grier (2) Audra Cohen              | Alice Barnes Erin Burdette         | 8:2              |
| Columbus        | 2005                                   | Alice Barnes Anne Yelsey                     | Sara Anundsen Jenna Long           | 8:5              |
| Columbus        | 2006                                   | Megan Moulton-Levy Katarina Zoricic          | Ana Cetnik Anna Sydorska           | 8:3              |
| Columbus        | 2007                                   | Brook Buck Kelcy Tefft                       | Lenka Broosova Zuzana Zemenova     | 6:3, 6:1         |
| Charlottesville | 2008                                   | Renata Kučerová Anastasia Petukhova          | Kelcy Tefft Kristy Frilling        | 4:6, 6:2, 7:65   |
| New Haven       | 2009                                   | Hilary Barte Lindsay Burdette                | Natalie Pluskota Caitlin Whoriskey | 4:6, 6:2, 7:64   |
| New York City   | 2010                                   | Sofie Oyen Allie Will                        | Josipa Bek Keri Wong               | 5:7, 6:3, 6:3    |
| New York City   | 2011                                   | Kaitlyn Christian (1) Sabrina Santamaria (1) | Kristy Frilling Shannon Mathews    | 4:6, 6:4, 6:3    |
| New York City   | 2012                                   | Kaitlyn Christian (2) Sabrina Santamaria (2) | Stephanie Nauta Xi Li              | 6:0, 6:0         |
| New York City   | 2013                                   | Megan Kurey Kendal Woodard                   | Julia Fellerhoff Rebecca Shine     | 4:6, 6:3, 7:5    |
| New York City   | 2014                                   | Catherine Harrison Kyle McPhillips           | Pleun Burgmans Emily Flickinger    | 6:3, 6:3         |
| New York City   | 2015                                   | Hayley Carter Whitney Kay                    | Mami Adachi Aldila Sutjiadi        | 4:6, 6:4, [10:6] |
| New York City   | 2016                                   | Mami Adachi Aldila Sutjiadi                  | Jada Hart Ena Shibahara            | 6:3, 6:4         |